# Богатов, Валерий Александрович
Валерий Александрович Богатов (род. 10 июля 1945, Горький) — советский гребец, трёхкратный чемпион СССР (1968, 1969, 1972) и чемпион Европы (1969) по гребле на байдарках. Мастер спорта СССР международного класса (1967).

## Биография
Родился 10 июля 1945 года в городе Горький. Начал заниматься греблей на байдарках в возрасте 15 лет в спортивном обществе «Спартак» у Юрия Мякишева. С 1966 года тренировался под руководством Фяттяха Селиванова.
Наиболее значимых достижений добивался в конце 1960-х и начале 1970-х годов, когда трижды становился чемпионом СССР в эстафете  4×500 метров. В 1969 году вошёл в состав сборной страны на чемпионате Европы в Москве и завоевал золотую медаль этих соревнований в той же дисциплине.
В 1972 году завершил свою спортивную карьеру. В 1975 году окончил ГДОИФК им. П. Ф. Лесгафта. Занимался тренерской деятельностью в ДСО «Спартак», «Водник» и «Зенит». Одновременно увлёкся фотоискусством, состоял в нижегородском фотоклубе «Волга». В Русском музее фотографии проводились персональные выставки работ Валерия Богатова «След на песке» (1999) и «Созерцание» (2015).